# Постмодернизм в Польше

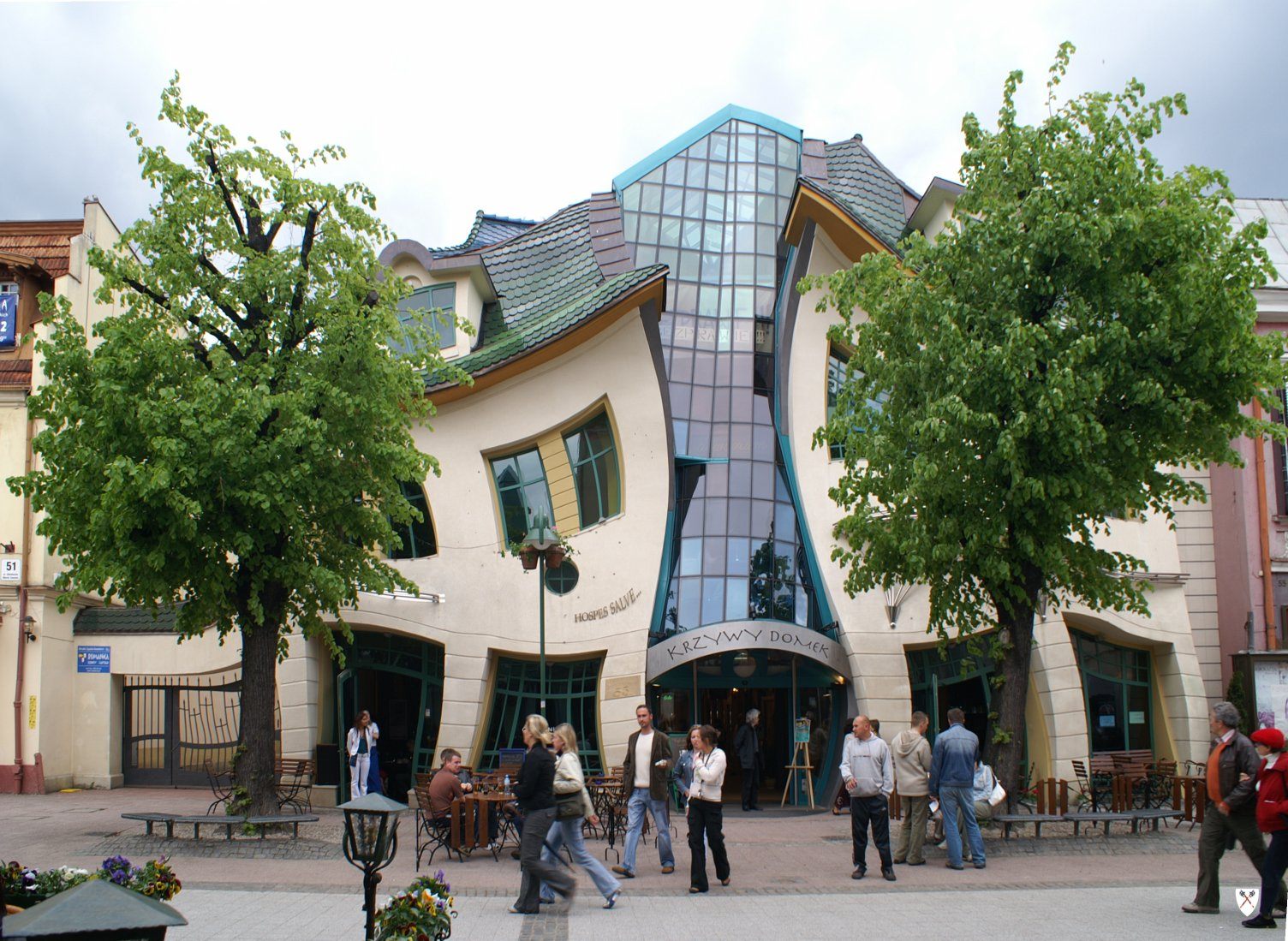
«Кривой дом» в Сопоте. Образец архитектуры постмодернизма.

Постмодернизм в Польше ― направление в литературе, архитектуре, изобразительном искусстве и философской мысли в польском обществе в период второй половины XX ― начала XXI века.

## История
Дискурс о философской концепции постмодернизма появился в польской литературной критике задолго до распада социалистического блока. В польской печати часто фигурировали публикации различных писателей, которые в настоящее время характеризуются как постмодернистские. Среди них были Борхес, Воннегут, Набоков, а также Федерман, Хоукс и Хасан. Ещё до конца 1970-х годов по всей Польше состоялись премьеры спектаклей по мотивам произведений Сэмюэля Беккета. Собственно польский постмодернизм может быть выделен в работах поэта и драматурга Ружевича, философов Колаковского, Лема, Кантора. Постмодернизму принадлежат и работы поляков-эмигрантов, таких как нобелевский лауреат Чеслав Милош («Порабощённый разум») и Витольд Гомбрович. Основные отличительные черты польского постмодернизма, однако, были заложены гораздо раньше, ещё в межвоенный период благодаря признанным работам Виткевича и Кароля Иржиковского.

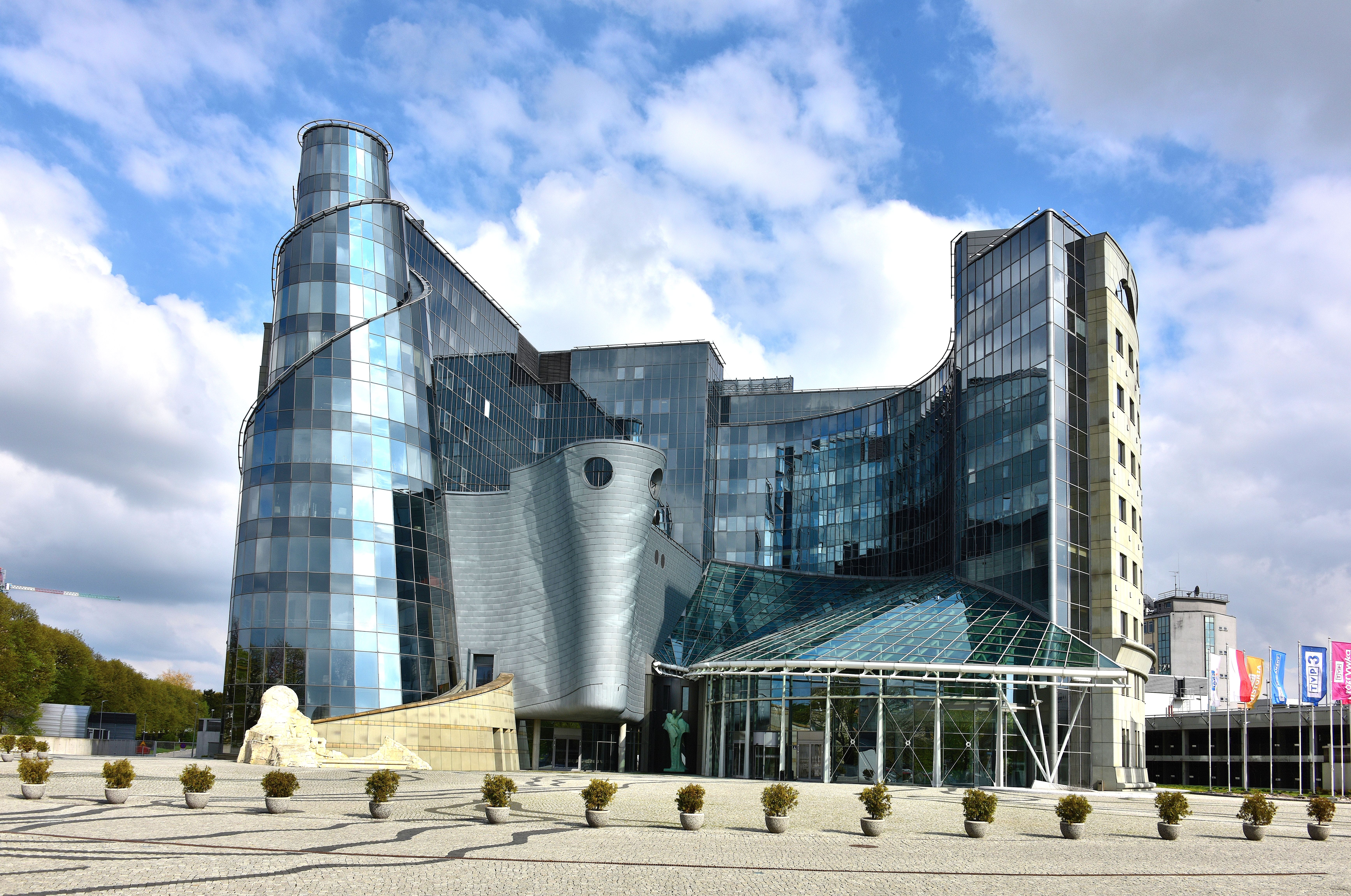
Здание Польского телевидения в Варшаве

В Польше постмодернизм был характеризован литературоведами как одна из основ политического плюрализма, необходимого для успеха европейской интеграции в том, что касается сохранения постнационального разнообразия и региональных различий.
Постмодернизм в постсоциалистической Польше встречал критику не только со стороны коммунистов, но и со стороны представителей Солидарности и католической церкви, которые продвигали «коллективистские», а не «либеральные» ценности. Однако, начиная с 1990-х годов и в начале XXI века, постмодернизм прочно закрепился в культурной сфере, особенно в области поэтики и теории искусства. Польские архитекторы ― Чеслав Белецкий (создатель проекта здания TVP), Марек Будзыньский, кинорежиссёры (например, Кесьлёвский, Махульский, Агнешка Холланд, Комаса внесли значительный вклад в польский постмодернизм.
Хотя произведения постмодернизма широко распространялись посредством так называемого «второго тиража» (drugi obieg) подпольной прессы, он также подвергался критике из-за своей аморфности как католическими философами, так и «падшими марксистами». Последним приписывается авторство жанра «соц-постмодернизма», основанного на крайнем релятивизме и чувстве горького юмора (Мрожек). Непрерывный культурный диалог, проходивший во время военного положения в Польше, в конечном итоге привёл к разрушению тоталитарной идеологии и принятию плюрализма в теории искусства.
Постмодернизм пришёл в Польшу в 1960-х годах. Одним из первых представителей течения в изобразительном искусстве был Анджей Врублевский, который оказал наибольшее влияние на послевоенную фигуративную живопись. Постмодернизм был тесно связан с концептуализмом, поп-артом, а также неоэкспрессионизмом. Все эти новые течения, которые по началу получали признание лишь на неофициальном уровне, в конечном счёте бросили вызов институционализированной культуре социалистического реализма, продвигаемого правящим режимом вплоть до 1989 года.